# Ishaku Konda
Ishaku Konda (* 11. September 1999) ist ein ghanaischer Fußballspieler.

## Karriere
Konda begann seine Karriere bei den Wa All Stars. Für den Verein absolvierte er in der Saison 2016 14 Spiele in der Premier League. Zudem wurde er mit dem Verein in jener Saison ghanaischer Meister.
Im Januar 2019 wechselte er zum österreichischen Bundesligisten LASK, bei dem er einen bis Dezember 2019 laufenden Vertrag erhielt. Zunächst sollte er allerdings für das zweitklassige Farmteam FC Juniors OÖ spielen. Nach Vertragsende verließ er den LASK wieder.
Daraufhin kehrte er nach Ghana zurück und wechselte zum Asokwa Deportivo FC.

## Erfolge
Wa All Stars
- Ghanaischer Meister: 2016